# Octopus rubescens
Octopus rubescens är en bläckfiskart som beskrevs av Berry 1953. Octopus rubescens ingår i släktet Octopus och familjen Octopodidae. Inga underarter finns listade i Catalogue of Life.